# Charlesbourg
Pour les articles homonymes, voir Charlesbourg (homonymie).
Charlesbourg est un des six arrondissements de la ville de Québec. Il est situé au nord de l'arrondissement de La Cité–Limoilou, à l'ouest de l'arrondissement de Beauport et à l'est des arrondissements Les Rivières et La Haute-Saint-Charles.

## Histoire

Blason de Charlesbourg.

Les origines de Charlesbourg tiennent à la concession aux Jésuites de la seigneurie de Notre-Dame-des-Anges en 1626. Cette seigneurie s'étend vers le nord à partir de la rivière Saint-Charles, ce qui signifie que sa partie sud constitue l'actuel arrondissement de Limoilou tandis que le reste est l'actuel Charlesbourg. Le territoire initial couvrait également quatre autres seigneuries : Saint-Joseph, des Islets, Saint-Gabriel et Saint-Ignace.  
C'est en 1665 que le nouvel intendant Jean Talon entreprend d'établir trois villages sur les plateaux situés plus au nord. Cette initiative est la cause de quelques frictions avec les Jésuites, seigneurs du lieu. Le premier de ces villages est constitué par un carré de 25 arpents carrés, au centre duquel un carré de cinq arpents (le trait-carré) est réservé pour l'église, le presbytère et le cimetière. Les maisons des colons sont situées sur le pourtour du trait-carré, et leurs terres de forme trapézoïdale s'étendent en étoile vers l'extérieur. Un second village, limité par manque d'espace à un « demi-cercle », est établi juste au sud à la Petite-Auvergne, et le troisième est établi en 1667 à Bourg-Royal, plus au nord-est. Cette disposition particulière est encore visible du haut des airs et est la marque distinctive de Charlesbourg.
Charlesbourg est d'abord un territoire agricole, en plus de devenir une destination de villégiature pour les habitants de Québec dans la première moitié du XXe siècle. Il s'urbanise dans la seconde moitié des années 1900 pour devenir une banlieue de Québec. En 1976, les municipalités de Charlesbourg-Est, de Notre-Dame-des-Laurentides, d'Orsainville et la cité de Charlesbourg sont fusionnées pour devenir la ville de Charlesbourg. Charlesbourg est à son tour fusionnée avec d'autres municipalités à la ville de Québec en 2002 pour former une nouvelle grande ville.  Charlesbourg en devient alors l'un des arrondissements.

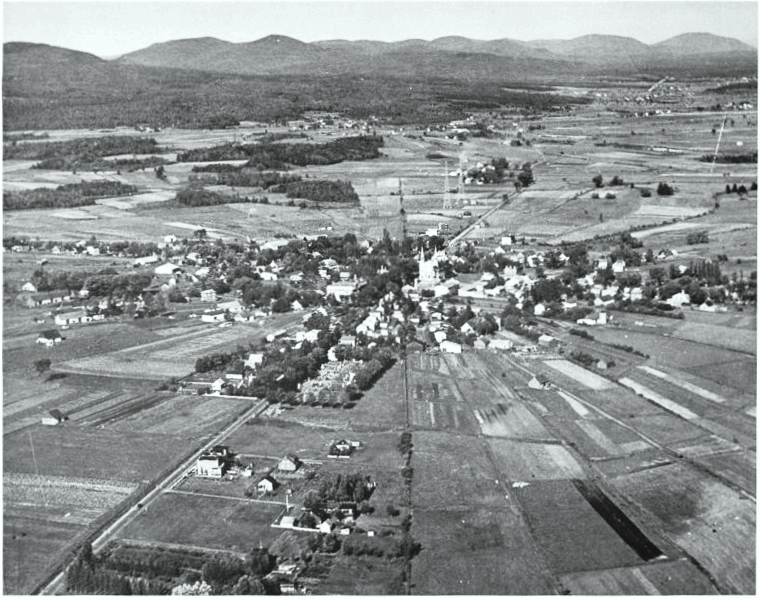
Le Trait-Carré, vue aérienne de 1937
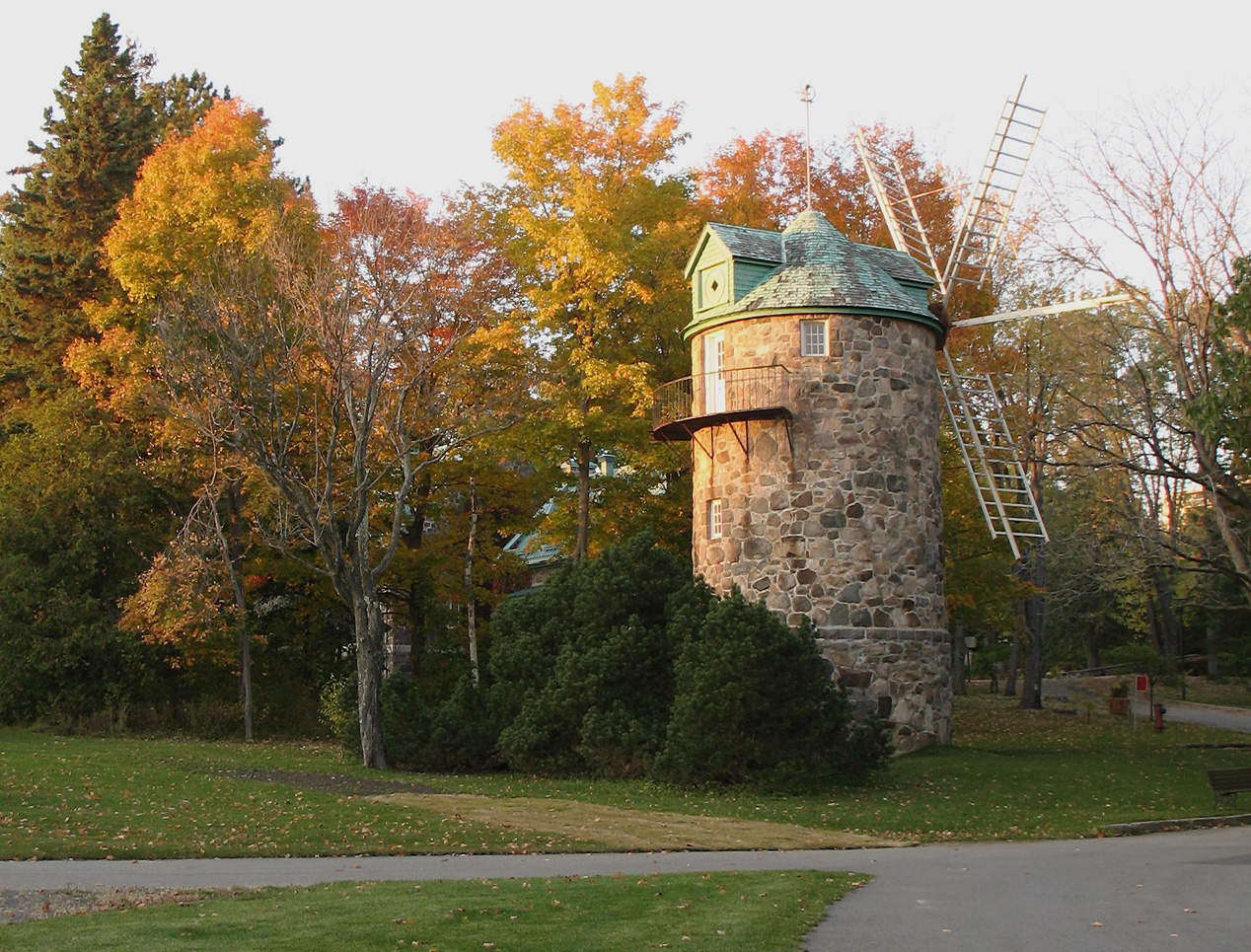
Parc des Moulins
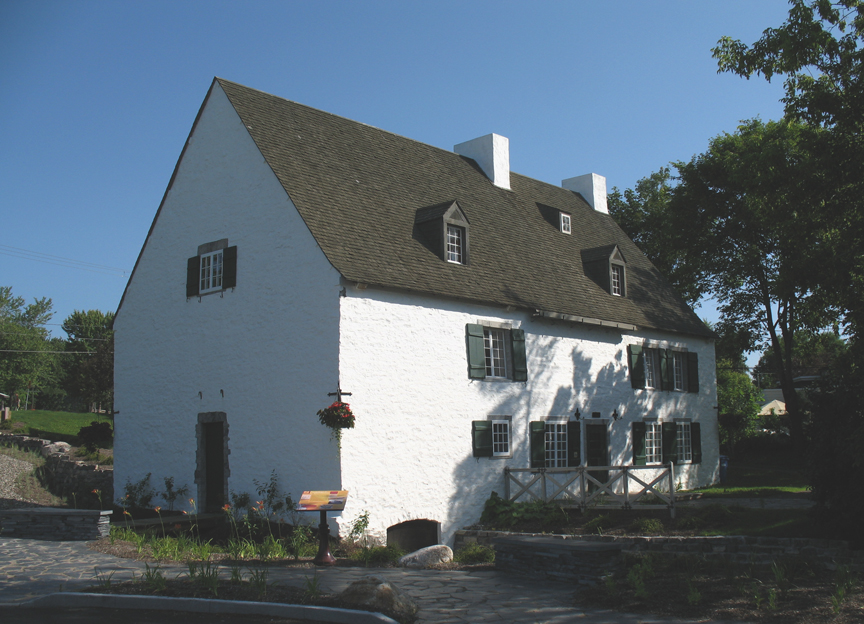
Moulin des Jésuites
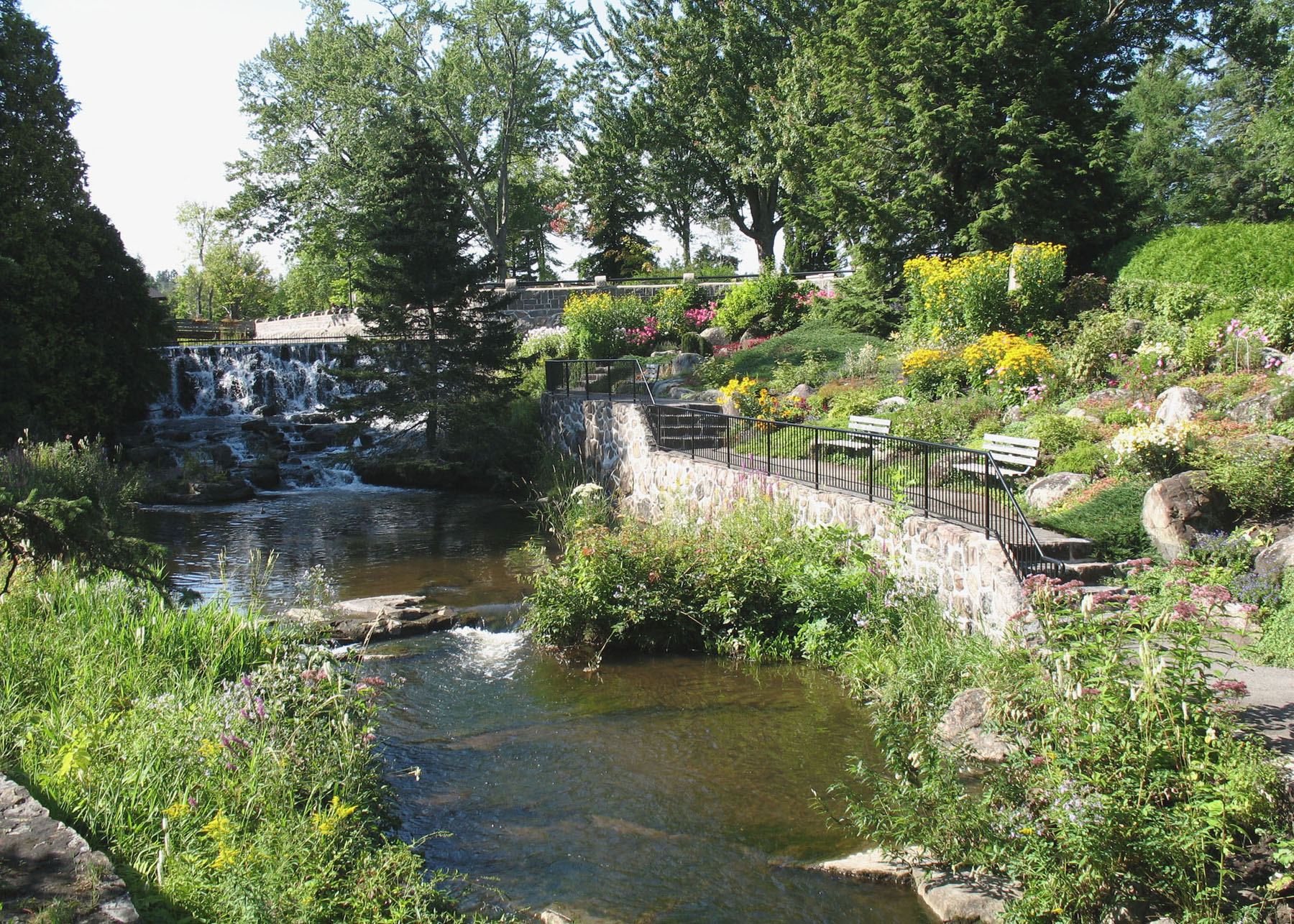
Parc des Moulins et la rivière du Berger

## Territoire
Le territoire de l'arrondissement est divisé en six quartiers. Ce territoire est également divisé en trois districts électoraux pour fins de représentation au conseil municipal, qui ne correspondent donc pas aux quartiers.

### Quartiers
- Notre-Dame-des-Laurentides
- Des Jésuites
- Orsainville
- Bourg-Royal
- Trait-Carré
- Saint-Rodrigue

## Administration

### Liste des maires
- 1914-1921 : Joseph-Urbain Villeneuve
- 1921-1931 : Francis Byrne
- 1931-1933 : François-Xavier Latulippe
- 1933-1939 : Joseph-Alfred Bédard
- 1939-1945 : Arthur Carmichael
- 1945-1947 : Émile Gauthier
- 1947-1949 : Joseph-Alphonse-Édouard Bédard
- 1949-1951 : Émile Gauthier
- 1951-1953 : Léo Faguy
- 1953-1963 : René Bédard
- 1963-1968 : Hector Verret
- 1968-1974 : Henri Casault
- 1974-1975 : Jean-Claude Thibault
- 1975-1980 : Henri Casault
- 1980-1984 : Pierre Bernier
- 1984-2001 : Ralph Mercier

### Liste des présidents d'arrondissement
- 2002 - 2005 : Ralph Mercier
- 2006 - 2009 : Jean-Marie Laliberté
- 2009 - 2013 : Odette Simoneau
- 2013 - 2021 : Vincent Dufresne
- 2021 - .... : Claude Lavoie

#### Hommages toponymiques
- Le parc Henri-Casault a été nommé en 1981 dans l'ancienne ville de Charlesbourg, maintenant présent dans la ville de Québec.
- L'avenue Émile-Gauthier a été nommée en son honneur, en 2006, dans la ville de Québec.
- L'avenue Saint-Urbain avait été nommée pour le souvenir de l'ancien maire Urbain Villeneuve. Elle avait été nommée en 1959. En 1964, le toponymie de cette avenue a été changée pour l'avenue des Flandres.
- La rue Carmichael avait été nommée pour le souvenir de cette famille incluant Arthur Carmichael. Elle avait été nommée en 1955 jusqu'en 2006 pour devenir la rue James-Carmichael.
- Le centre communautaire et culturel de Charlesbourg a été renommée centre communautaire et culturel Ralph-Mercier en 2024 en l'honneur de l'ancien maire Ralph Mercier.

## Démographie
| 1966   | 1971   | 1976   | 1981   | 1986   | 1991   | 1996   | 2001   | 2006   |
| ------ | ------ | ------ | ------ | ------ | ------ | ------ | ------ | ------ |
| 24 926 | 33 440 | 63 147 | 68 326 | 69 055 | 70 792 | 70 942 | 70 310 | 72 810 |

| 2011   | 2016   | - | - | - | - | - | - | - |
| ------ | ------ | - | - | - | - | - | - | - |
| 78 755 | 81 040 | - | - | - | - | - | - | - |

## Parcs
- Parc de la Montagne-des-Roches
- Parc des Moulins ancien jardin zoologique
- Parc des Verveines
- Domaine Notre-Dame-des-Bois
- Parc Henri-Casault
- Parc De La Terrasse Bon-Air

## Personnalités natives de Charlesbourg
- Jean-Michel Anctil
- Marie-Soleil Dion
- Steve Barakatt
- Alexandre Barrette[7]
- Pierre-Stanislas Bédard
- Marc Boilard
- Francis Byrne
- Marc Chouinard
- Jean-Philippe Côté
- Noël Dorion
- Nathalie Giguère
- Jean-Marc Jacob
- Jorane
- Richard Marceau
- Pierre Martel
- Jacques Normand
- Bruno Pelletier
- Hélène Pelletier
- Andrée Watters
- Pascale Picard
- Jérémy Gabriel
- Manon Rhéaume
- Pascal Rhéaume